# Ten Oorlog
Ten oorlog (A la guerra) és un programa informatiu de televisió del qual es va emetre la primera temporada el 2013 al canal de televisió flamenc Eén de la VRT. Va ser un dels programes que va proporcionar la VRT amb motiu del centenari de l'inici de la Primera Guerra Mundial.
El programa anava acompanyat d'un llibre del mateix nom, publicat per De Bezige Bij, i d'una exposició el 2013 al museu Camps de Flandes d'Ieper que va ajudar a esbossar el rerefons històric del programa.
Ten Oorlog van guanyar el primer premi al Fòrum Creatiu d'Eurovisió 2013 a Berlín. El fòrum proporciona als membres de la Unió Europea de Radiodifusió un fòrum per intercanviar idees i formats de televisió amb èxit. Es van projectar tot tipus de gèneres. Es van premiar els set millors formats nous. Ten oorlog en fou considerat el millor. A més, el programa va ser nomenat el millor programa de televisió del 2013 per Focus Knack.
La primera temporada del programa es va emetre entre el 8 d'abril i el 3 de juny de 2013 i va ser realitzada per la productora De chinezen. El programa es va tornar a emetre l'estiu del 2014. A la tardor del 2015, va seguir una segona temporada sobre la Segona Guerra Mundial.

## Temporada 1: Línia de front
Tres periodistes recorren la línia de front amb els llocs històrics més importants que van determinar el transcurs de la Primera Guerra Mundial. La caminada comença a Nieuwpoort i acaba a Gal·lípoli, a Turquia. La primera línia es troba entre França, Itàlia, Eslovènia, Albània, Macedònia i Grècia.
Durant el camí Arnout Hauben, l'actor Jonas Van Thielen i Mikhael Cops entrevisten residents a prop de la línia de front o altres persones casuals que de vegades estan presents a la zona amb el mateix propòsit. El trio organitza regularment un pal blanc amb un papaver, el clava al sòl i recorda a una persona específica entre 1914-1918. No hi ha figures històricament conegudes, sinó soldats o civils.

### Ruta
- Cap. 1: Nieuwpoort (costa belga) fins frontera francesa, vora Ploegsteert
- Cap. 2: Armentières a Chemin des Dames - Reims - 818.396 espectadors
- Cap. 3: Reims a Verdun amb visita al Camp de Suippes - 925.914 espectadors
- Cap. 4: Vosges en trena la neutral Suïssa – fins al llac de Garda - 820.717 espectadors (35,05% de quota de pantalla)
- Cap. 5: De Rovereto (Itàlia) als Dolomites fins a la frontera amb Eslovènia - 809.671 Espectadors (36,36%)
- Cap. 6: Front de l'Isonzo a Eslovènia fins Gorizia i Trieste (Itàlia) - 902.969 espectadors (36,67%)
- Cap. 7: Arribada amb transbordador a Albània fins al llac Dòiran a Macedònia del Nord - 1.002.394 espectadors (37,80%)
- Cap. 8: Grècia i Turquia, arribada a la península de Gal·lípoli - 809.543 espectadors (37,07%)
- Cap. 9: Episodi de compilació + Noves històries - 728.979 espectadors (30,37%)

## Segona temporada
A la segona temporada, centrada en la Segona Guerra Mundial, també coneguda com a Ten oorlog II Arnout Hauben, Jonas Van Thielen i Mik Cops van seguir el rastre dels exèrcits estatunidencs i russos en aquesta guerra. Es van seguir dues rutes: la de l'exèrcit d'alliberament estatunidencs i la de l'exèrcit rus dirigit pel general Júkov.
La Segona Temporada de Ten oorlog va ser ordenada el desembre de 2013, es va rodar a la primavera del 2014 i es va veure a la tardor del 2015 a Eén. En contraposició a la primera temporada, on es deixaven records als llocs, ara invertien el simbolisme, dels llocs simbòlics per als herois de guerra implicats recollien un tros de terra amb pots llaunes de pots, que eren enviats de Berlín al següent parent. Les famílies van rebre un record inestimable dels seus difunts setanta anys després de la guerra.

### Ruta
- Cap. 1: Londres - Normandia - Dia D revisada- 910.844 espectadors
- Cap. 2: D'Omaha Beach a París - 928.893 espectadors
- Cap. 3: Reims - Bastogne: la batalla de les Ardenes - 973.598 espectadors
- Cap. 4: Malmedy - Remagen: a la frontera alemanya - 921.668 espectadors
- Cap. 5: De Frankfurt a Torgau a l'Elba (Alemanya) - 1.008.773 espectadors
- Cap. 6: De Stalingrad a Kursk (Rússia) - 1.031.532 espectadors
- Cap. 7: De Sumi a Jitòmir (Ucraïna) - 928.982 espectadors
- Cap. 8: Del Prípiat a Treblinka (Belarús|Polònia) - 922.369 espectadors
- Cap. 9: De Varsòvia fins l'Òder (Polònia) - 961.876 espectadors
- Afl. 10: De l'Òder fins a Berlín (Alemanya) - 951.341 espectadors